# لاين لايدلو
لاين لايدلو (بالإنجليزية: Iain Laidlaw)‏ هو لاعب كرة قدم بريطاني في مركز قلب الدفاع، ولد في 10 ديسمبر 1976 في نيوكاسل أبون تاين في المملكة المتحدة. لعب مع نادي ويمبلدون.